# Еремеевская (Кировская область)
Еремеевская — деревня в Котельничском районе Кировской области России. Входит в состав Покровского сельского поселения.
Известна с середины XVII века. Своё первое название получила по Введенскому-Новодевичему женскому монастырю, образованному иеромонахом Игнатием Кожиным в Котельниче в 1676 году и упразднённому не ранее 1749 года.

## География
Находится в западной части области, в подзоне южной тайги, примерно в 5 км к северо-востоку от села Покровское и в 12 км к югу от Котельнича, административного центра района.

## Климат
Климат характеризуется как континентальный, с продолжительной холодной многоснежной зимой и умеренно тёплым летом. Среднегодовая температура — 1,8 °C. Средняя температура воздуха самого холодного месяца (января) составляет −13,9 °C (абсолютный минимум — −46 °С); самого тёплого месяца (июля) — 17,9 °C (абсолютный максимум — 35 °С). Безморозный период длится в течение 114—122 дней. Годовое количество атмосферных осадков — 515 мм, из которых 365 мм выпадает в тёплый период года. Устойчивый снежный покров образуется в середине ноября и держится 160—170 дней

## История
1710 год
В хранящейся в РГАДА «Переписи 1710 года: Сибирская губерния: Вятский пригород Котельнич: Котельнический стан, Гостевская, Куринская, Юрьевская, Красногородская, Молотниковская и Окатьевская волости: Переписная книга города и уезда, тяглых, оброчных и монастырских деревень и дворов переписи стольника Степана Даниловича Траханиотова.» есть запись:

Деревня Котельницкого пригородка Введенского монастыря а владеют ныне старцы

Во дворе половник Федор Никифоров сын Гончаров 50 лет у него жена Авдотья Матвеева дочь 40 лет у них сын Тимофей 10 лет
Во дворе половник Савин Григорьев сын Чагаев 30 лет у него жена Анна Леонтьева дочь 25 лет у них дочери Матрона 4 лет Пелагея 2 лет
1859 год
По данным из «Списка населённых мест» Вятской губернии по сведениям 1859—1878 г. Еремеевщина (Веденьевского монастыря) — казённая деревня при колодцах в Котельничском уезде в 11 верстах от уездного центра по Московскому тракту. Население: 67 человек (31 мужчина, 36 женщин) в 10 дворах.
1891 год
В «Реестре селений и жителей Вятской губернии» 1891 г. значится, что в деревне Еремеевщина (Введенского монастыря) Казаковской волости проживают 108 человек (15 семей).
Основные виды промыслов: санник, срочный работник.
1926 год
135 человек (58 мужчин, 77 женщин) в 26 крестьянских хозяйствах.
2010 год
9 человек (4 мужчин, 5 женщин).

## Население
| 2010 |
| ---- |
| 9    |

В «Книге вятских родов» указаны фамилии жителей Еремеевщины в начале XX века: Зубаревы, Князевы, Корякины, Поповы.

### Национальный состав
Согласно результатам переписи 2002 года, в национальной структуре населения русские составляли 100 % из 17 чел.

## Инфраструктура
Личное подсобное хозяйство.

## Транспорт
Автомобильный транспорт.